# Гольцгау
Гольцгау (нім. Holzgau) —  громада округу Ройтте у землі Тіроль, Австрія.
Гольцгау лежить на висоті 1103 м над рівнем моря і займає площу 36,1 км². Громада налічує 439 мешканців.
Густота населення 12/км².
|                                   |
| Гольцгау на мапі округу та землі. |

 Адреса управління громади: Hausnummer 45, 6654 Holzgau.